# Viaduc Costa Viola
Le viaduc Costa Viola était un pont en poutre-caisson en béton précontraint à hauteur variable construit en 1972 par Riccardo Morandi. Situé à proximité de Scilla, en Calabre, l'ouvrage faisait partie de l’ancien tracé de l'autoroute A3 (maintenant A2), reliant Salerne à Reggio de Calabre. Il a été démoli en 2015 dans le cadre des travaux de modernisation de l'autoroute.

## Histoire
Construite en plusieurs sections au cours des années 1970, l'« Autostrada Napoli-Reggio Calabria » ou A3 s'étend sur 483 km de Naples jusqu'à la pointe de la botte italienne, près de l'île de Sicile. Avec des dizaines de tunnels et de ponts imposants, c'est un ouvrage majeur de l'ingénierie italienne. Les derniers kilomètres de l'autoroute traversent certains des terrains côtiers les plus spectaculaires de toute l'Italie. 
Le pont en poutre-caisson en béton précontraint est construit de 1970 à 1972 sur le tronçon d'autoroute Scilla-Bagnara Calabra et conçu par l'architecte italien Riccardo Morandi, auteur du viaduc de Favazzina voisin, édifié à la fin des années 1960. Le viaduc comportait deux sens de circulation de deux voies chacun, limitées par des glissières, sans bande d'arrêt d'urgence. Sa longueur était de 1 308 m et sa portée principale était de 180 m. 24 piles d'une hauteur de 6 à 45 mètres portaient le tablier en béton.
L'autoroute n'étant pas aux normes, ni nationales, ni européennes, le gouvernement reconnait en 1980 la nécessité de travaux de restructuration pour une autoroute qui, à peine huit ans après sa construction, est déjà obsolète. Cependant, en 1990, les travaux de modernisation n'ont toujours pas commencé. L'Union européenne intervient et oblige l'Italie à adapter le tronçon Salerno-Reggio Calabria aux normes européennes. En 1997, les premiers chantiers sont ouverts mais en raison de nombreux cas de corruption, les délais sont toujours repoussés.

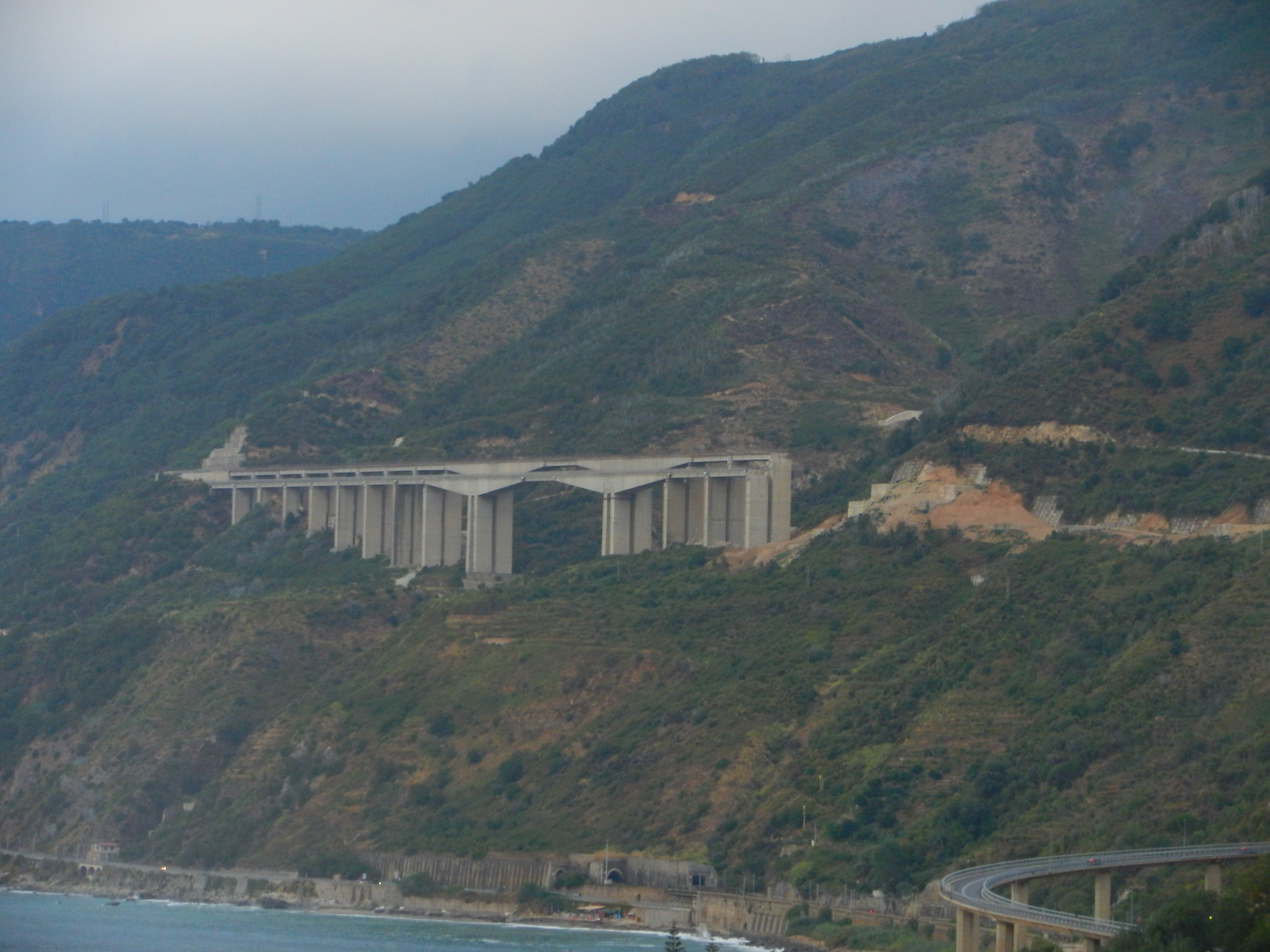
Le viaduc Costa Viola en phase de démolition le 15 août 2014.

Le nouveau tracé de l'autoroute se veut plus respectueuse de l'environnement, plus à l'intérieur des terres avec des viaducs enjambant les étroites vallées et traversant les montagnes par de longs tunnels, afin de rendre à la côte son côté naturel.  Le nouveau tracé (désigné Macrolotto 5 - DG2403) prévoit de traverser la montagne par un tunnel, supprimant ainsi le détour de la montagne via le viaduc Costa Viola. Celui-ci est alors destiné à la démolition. Les opérations de dynamitage — organisées en six phases distinctes pour les deux piles principales — s'achèvent en juillet 2015. La difficulté du relief, le type d'ouvrage (les deux chaussées du viaduc étant parallèles et côte à côte) et la voie ferrée passant en contrebas compliquèrent la mise en œuvre. 
L'un des coins les plus spectaculaires de la Calabre revient, après des décennies, au « naturel » grâce à la construction de la nouvelle A2 caractérisée par un nouveau parcours plus « interne ».